# Aziz Abbes Mouhiidine
Aziz Abbes Mouhiidine (Solofra, 6 de octubre de 1998) es un deportista italiano que compite en boxeo.
Ganó dos medallas de plata en el Campeonato Mundial de Boxeo Aficionado, en los años 2021 y 2023, y una medalla de oro en el Campeonato Europeo de Boxeo Aficionado de 2022.
En los Juegos Europeos de Cracovia 2023 consiguió una medalla de oro en la categoría de 92 kg.

## Palmarés internacional
| Campeonato Mundial | Campeonato Mundial   | Campeonato Mundial | Campeonato Mundial |
| Año                | Lugar                | Medalla            | Categoría          |
| ------------------ | -------------------- | ------------------ | ------------------ |
| 2021               | Belgrado (Serbia)    | Medalla de plata   | 92 kg              |
| 2023               | Taskent (Uzbekistán) | Medalla de plata   | 92 kg              |
| Juegos Europeos    |                      |                    |                    |
| Año                | Lugar                | Medalla            | Categoría          |
| 2023               | Nowy Targ (Polonia)  | Medalla de oro     | 92 kg              |
| Campeonato Europeo |                      |                    |                    |
| Año                | Lugar                | Medalla            | Categoría          |
| 2022               | Ereván (Armenia)     | Medalla de oro     | 92 kg              |